# Giardiasis
Giardiasis is een infectie van de dunne darm die veroorzaakt wordt door Giardia lamblia, ook wel Giardia duodenalis of Giardia intestinalis genoemd: een eencellige. De ziekte heeft diarree als belangrijkste symptoom. Giardiasis is wereldwijd een van de meest voorkomende oorzaken van diarree, zowel bij mensen als bij dieren.

## Symptomen
Niet iedereen die een infectie met Giardia doormaakt vertoont symptomen; patiënten bij wie dat wel zo is hebben last van diarree, stinkende en vettige lichtgekleurde ontlasting, gasvorming, buikkrampen, misselijkheid en zuurbranden.
Het gevolg hiervan is vaak gewichtsverlies, zwakheid en chronische vermoeidheid.
Over de pathogenese van giardiasis is nog weinig bekend. Tot voor kort dacht men dat de oorzaak lag bij de fysieke afdekking van de darmen en competitie voor voedingstoffen in het duodenum. Tegenwoordig wordt echter aangenomen dat dit geen rol van betekenis heeft in de pathogenese. Men weet nu dat giardiasis wordt veroorzaakt door een multifactorieel proces, waarbij secretie- / excretieproducten van de parasiet en het immuunsysteem van de gastheer een grote rol spelen. Patiënten met een aangeboren immuundeficiëntie, zoals een IgA-deficiëntie, of met verworven immuundeficiënties, hebben een grotere kans om een chronische giardiasis te ontwikkelen.
Doordat de voedselopname in de dunne darm door de aanwezigheid van de parasieten wordt geremd, kan ondervoeding en (bij kinderen) groeivertraging ontstaan.

## Diagnostiek
Een infectie met G. lamblia wordt in de kliniek meestal vastgesteld, door middel van microscopie of een enzyme linked immunosorbent assay (ELISA). De gevoeligheid van microscopie wanneer een enkelvoudig monster wordt onderzocht, ligt relatief laag (50-70%), dit is voornamelijk te wijten aan de intermitterende uitstoot van cysten. De gevoeligheid is te verhogen door monsters op meerdere tijdstippen af te nemen, te concentreren en te fixeren. Wanneer monsters worden gefixeerd, kunnen zowel trofozoïeten, als cysten worden aangetoond. De ELISA is gevoeliger dan de microscopie (+/- 98% bij enkelvoudige beoordeling), maar optimale resultaten worden behaald wanneer deze technieken gecombineerd worden. Hierbij worden twee gefixeerde faecesmonsters, afgenomen op verschillende dagen, microscopisch onderzocht en een monster wordt met behulp van ELISA getest. Deze methode staat bekend als de Triple-Faeces-Test (TFT). Verschillende PCR technieken gericht op het aantonen van G. lamblia verkeren in het experimentele stadium. Verwacht kan worden dat deze technieken in de toekomst een belangrijke plaats gaan innemen in het aantonen en typeren van G. lamblia.

## Vooruitzichten
De ziekte duurt meestal een week of twee, maar kan ook (veel) langer aanhouden en onderbroken worden door symptoomloze perioden. Risicogroepen voor een chronisch verloop zijn mensen met een slecht functionerend immuunsysteem en hypogammaglobulinemie-patiënten.

## Behandeling
Tegen de ziekteverwekker bestaan antibiotica, met name metronidazol en tinidazol. In verreweg de meeste gevallen zijn de klachten daarmee na enkele dagen verdwenen. Deze medicijnen hebben echter hinderlijke bijwerkingen, vooral in combinatie met alcohol.

## Epidemiologie
Wereldwijd is G. lamblia de meest gediagnosticeerde pathogene protozo. Zij komt endemisch voor, zowel in landen met een hoge als met een lage welvaart. Grondige drinkwaterreiniging, bijvoorbeeld met chloordioxide kan veel doen om besmetting te voorkomen.
Jaarlijks worden ongeveer 500.000 nieuwe infecties bij de Wereldgezondheidsorganisatie (WHO) gemeld. In Nederland ligt de prevalentie van G. lamblia, bij patiënten die met klachten van chronische diarree hun huisarts consulteren, tussen de 8 en 12%.
Bij personen zonder klachten is in Nederland een prevalentie van 5% gevonden. Besmetting vindt plaats door het consumeren van fecaal besmet voedsel of water. Ook directe besmetting tussen mensen lijkt een belangrijke rol te kunnen spelen, vooral op scholen en kinderdagverblijven, waar kinderen van lage leeftijden dicht op elkaar zitten. Er zijn meerdere gevallen bekend van grootschalige uitbraken van G. lamblia, die zijn toegeschreven aan besmette watervoorzieningen, zowel waterzuiveringsinstallaties als recreationele watervoorzieningen. Om deze reden wordt in Nederland zorgvuldig gecontroleerd in waterzuiveringsinstallaties op het risico dat G. lamblia verspreid zou kunnen worden. Ook kleinschaligere uitbraken door besmet voedsel zijn beschreven.
Menginfecties met de verschillende genotypen van G. lamblia komen naar schatting bij 8% van de menselijke patiënten voor. Deze gevallen worden meestal geassocieerd met patiënten die zijn blootgesteld aan vervuilde waterbronnen, of andere bijzondere epidemiologische situaties.
G. lamblia komt, behalve bij de mens, ook wereldwijd voor bij andere zoogdiersoorten. Dit zijn voor een groot deel dieren die in nauw contact staan met de mens. Voorbeelden hiervan zijn huisdieren, zoals honden en katten en verschillende soorten vee zoals runderen, schapen en paarden.
Het feit dat G. lamblia zowel voorkomt in de mens als in de bovengenoemde dieren, maakt dat rekening moet worden gehouden met de mogelijkheid dat G. lamblia een zoönotische parasiet kan zijn. Sluitend bewijs voor deze hypothese ontbreekt tot nu toe echter nog.

## Ziektebeelden die hierop lijken
- Malabsorptie
- Lactose-intolerantie
- Coeliakie